# Nokia 3
Das Nokia 3 ist ein unter der Marke Nokia erscheinendes Android-basiertes Smartphone, das vom Hersteller FIH Mobile produziert wird und von HMD Global verkauft wird.
Es wurde am 26. Februar 2017 in London vorgestellt.

## Verfügbarkeit
Das Nokia 3 ist auf dem deutschen Markt erhältlich zu einem Preis von 159,90 Euro.